# HD 225218
Désignations
HD 225218 est une étoile quadruple située dans la constellation d'Andromède. Le composant principal, HD 225218 A, est une étoile géante avec un type spectral de type B9III, une magnitude apparente de 6,16 et est une étoile (candidate) de type Lambda Bootis. Il a un compagnon plus faible, HD 225218 B, de magnitude 9,65, et une séparation angulaire de 5,2" le long d'un angle de position de 171°. L'étoile primaire elle-même a été identifiée comme une étoile binaire (par interférométrie), avec les deux composantes séparées de 0,165". La paire, HD 225218 Aa et Ab, orbite l'une autour de l'autre avec une période d'environ 70 ans et une excentricité de 0,515. Le composant B est également une binaire spectroscopique.